# Albota de Jos
Albota de Jos è un comune della Moldavia situato nel distretto di Taraclia di 1.555 abitanti al censimento del 2004.

## Località
Il comune è formato dall'insieme delle seguenti località (popolazione 2004):
- Albota de Jos (825 abitanti)
- Hagichioi (306 abitanti)
- Hîrtop (424 abitanti)